# George Hay (8. hrabia Kinnoull)
George Henry Hay, 8. hrabia Kinnoull (ur. 1689, zm. 1758) był brytyjskim arystokratą i dyplomatą.
George Henry Hay został w 1713 roku lordem-lejtnantem East Riding w Yorkshire
W latach 1713–1734 był brytyjskim ambasadorem w Konstantynopolu. 
Jego ojcem był Thomas Hay, 7. hrabia Kinnoull (zm. 1719), a ojcem chrzestnym wpływowy torysowski polityk Robert Harley, 1. hrabia Oxford i Mortimer, który wsparł karierę dyplomatyczną George'a.